# Кушинадахиме
Кушинадахиме (такође позната и као принцеза Кушинада) је богиња у јапанској митологији. Удата је за бога Сусанооа, који ју је спасио од чудовишта Јамата но Ороћи. Она је богиња риже/пиринча, агрокултуре, брака, љубави и рођења деце.

## Порекло
У јапанској митологији, Кушинадахиме је била ћерка два божанства, Ашиназучи и Теназучи. Она касније постаје жена бога мора и олуја - Сусанооа.

## Легенда о ,,договору"
Према шинто легенди, након што је Сусаноо протеран са неба, пао је на провинцију Изумо. Тамо је приметио да поред реке плачу два стара божанства, и када их је упитао шта се дешава, добио је одговор како управо жртвују своју осму и последњу ћерку чудовишту Јамата но Ороћи. Наиме, сваке године им је поједена по једна ћерка, како би спречили насилно дивљање чудовишта. Сусаноо је пристао да убије аждају, али заузврат је тражио руку њихове последње преживеле ћерке и принцезе Кушинадахиме. Обузет њеном лепотом, питао је Кушинадахиме да се уда за њега, а она се сложила са одлуком њених родитеља и решила да ће пристати на удају ако он успе да порази чудовиште. 

### Венчање
Након што је Сусаноо успео да превари и порази Јамата но Ороћи, он и Кушинадахиме су се венчали у палати коју је Сусаноо изградио.   